# Вълчо Каджабов
Вълчо Аврамов Каджабов е български революционер, деец на Върховния македоно-одрински комитет.

## Биография
Вълчо Каджабов е роден в 1881 година в ахъчелебийското село Аламидере, тогава в Османската империя, днес Полковник Серафимово, България. Включва се освободителното движение на българите и става деец на ВМОК. В къщата му се укриват комити на организацията на 26 юли 1906 година. Османските власти организират засада около селото, но комитите успяват да се измъкнат с една жертва. Вълчо Каджабов е арестуван заедно с близките си и закаран в Пашмакли, а от там в Одрин. Лежи шест месеца в Одринския затвор, докато чака присъда. Осъден е на две години строг военен надзор. Лежи в Одринския затвор за пробългарска дейност до Хуриета, когато е помилван при общата амнистия. Завръща се в родното си село, където живее към 1943 година.
На 18 март 1943 година, като жител на Полковник Серафимово, подава молба за българска народна пенсия, която е одобрена и пенсията е отпусната от Министерския съвет на Царство България.